# Porte de Collioure (Elne)
La porte de Collioure est un élément des anciennes fortifications de la commune d'Elne, dans les Pyrénées-Orientales.

## Description
La porte de Collioure est une ancienne porte des fortifications médiévales de la ville d'Elne. Elle est située dans la rue du même nom.
La porte de Collioure est inscrite à l'inventaire supplémentaire des monuments historiques par arrêté du 23 février 1931.